# 手拭
手拭（日语：／ Tenugui），是日本傳統的棉製毛巾。
通常大小約35厘米×90厘米，幾乎總是織上一些圖案。它可以用於毛巾、抹布，但通常作為頭帶、紀念品、裝飾品或用於包裝物品如瓶子。在現代毛巾出現後很大程度已取代手拭，然而，手拭還是日本流行的紀念品、裝飾品，以及在劍道中作為汗巾的頭飾。